# Boxe aux Jeux panaméricains de 2007
Navigation
Édition précédente Édition suivante
Les compétitions de boxe anglaise des Jeux panaméricains 2007 se sont déroulées du 20 au 28 juillet au complexe sportif Riocentro à Rio de Janeiro, Brésil. 120 boxeurs représentant 26 délégations se sont affrontés dans 11 catégories de poids différentes.

## Pays participants
| - Argentine (7) - Bahamas (1) - Barbade (2) - Bolivie (1) - Brésil (11) - Canada (4) - Chili (1) - Colombie (8) - Cuba (11) - Salvador (2) - États-Unis (10) - Équateur (6) - Grenade (1) | - Guatemala (3) - Guyana (2) - Haïti (2) - Îles Vierges des États-Unis (2) - Jamaïque (2) - Mexique (7) - Nicaragua (3) - Paraguay (1) - Pérou (1) - Porto Rico (8) - République dominicaine (9) - Trinité-et-Tobago (3) - Venezuela (10) |

## Résultats

### Podiums
| Catégories                  | Or                | Argent             | Bronze                           |
| Poids mi-mouches (-48 kg)   | Luis Yanez        | Kevin Betancourt   | Wilton Méndez Carlos Ortiz       |
| Poids mouches (-51 kg)      | McWilliams Arroyo | Juan Carlos Payano | Yoandry Salinas Braulio Ávila    |
| Poids coqs (-54 kg)         | Carlos Cuadras    | Claudio Marrero    | James Dean Pereira Clive Atwell  |
| Poids plumes (-57 kg)       | Idel Torriente    | Abner Cotto Roman  | Davi Souza Orlando Rizo          |
| Poids légers (-60 kg)       | Yordenis Ugas     | Everton Lopes      | Luis Rueda José Pedraza Gonzáles |
| Poids super-légers (-64 kg) | Karl Dargan       | Jonathan González  | Myke Carvalho Inocente Friss     |
| Poids welters (-69 kg)      | Pedro Lima        | Demetrius Andrade  | Ricardo Smith Diego Chaves       |
| Poids moyens (-75 kg)       | Emilio Correa     | Argenis Núñez      | Glaucélio Abreu Carlos Góngora   |
| Poids mi-lourds (-81 kg)    | Eleider Álvarez   | Yuciel Nápoles     | Julio Castillo Christopher Downs |
| Poids lourds (-91 kg)       | Osmay Acosta      | José David Payares | Rafael Lima Jorge Quiñonez       |
| Poids super-lourds (+91 kg) | Robert Alfonso    | Óscar Rivas        | Didier Bence Antonio Nogueira    |

### Tableau des médailles
| Place | Pays                   | Médaille d'or, Amérique | Médaille d'argent, Amérique | Médaille de bronze, Amérique | Total |
| ----- | ---------------------- | ----------------------- | --------------------------- | ---------------------------- | ----- |
| 1     | Cuba                   | 5                       | 1                           | 2                            | 8     |
| 2     | États-Unis             | 2                       | 1                           | 1                            | 4     |
| 3     | Porto Rico             | 1                       | 2                           | 2                            | 5     |
| 4     | Brésil                 | 1                       | 1                           | 6                            | 8     |
| 5     | Colombie               | 1                       | 1                           | 0                            | 2     |
| 6     | Mexique                | 1                       | 0                           | 1                            | 2     |
| 7     | République dominicaine | 0                       | 3                           | 1                            | 4     |
| 8     | Venezuela              | 0                       | 2                           | 0                            | 2     |
| 9     | Équateur               | 0                       | 0                           | 3                            | 3     |
| 10    | Argentine              | 0                       | 0                           | 2                            | 2     |
| 11    | Canada                 | 0                       | 0                           | 1                            | 1     |
| 11    | Guyana                 | 0                       | 0                           | 1                            | 1     |
| 11    | Jamaïque               | 0                       | 0                           | 1                            | 1     |
| 11    | Nicaragua              | 0                       | 0                           | 1                            | 1     |
| Total | 14 pays médaillés      | 11                      | 11                          | 22                           | 44    |